# Conus litoglyphus
Conus litoglyphus é uma espécie de gastrópode do gênero Conus, pertencente à família Conidae.
Ocorre nos oceanos Pacífico e Índico, em profundidades entre 1 e 60 metros.

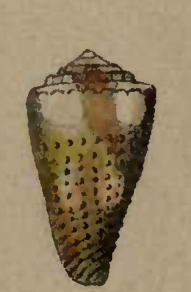
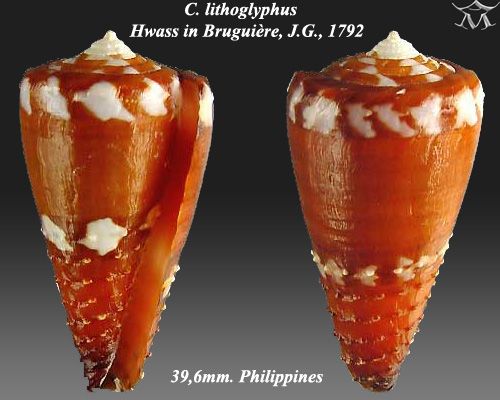
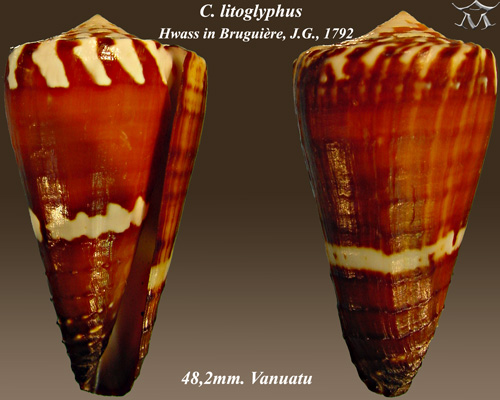
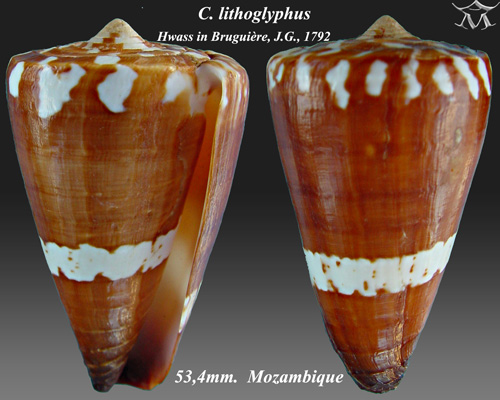
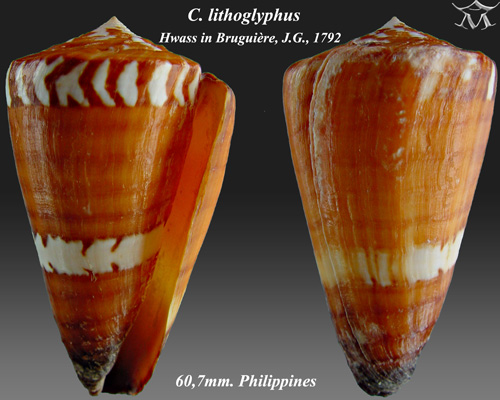